# المعهد العالي للمهن الشاملة
المعهد العالي للمهن الشاملة بأم الأرانب هو أحد معاهد التقنية العليا في بلدية الشرقية، بـمجال التعليم العالي التابع لوزارة التعليم العالي في ليبيا.

## أهداف المعهد
1. تخريج كوادر تقنية من حملة الدبلوم العالي متخصصة في مجالات الحاسوب والمهن الهندسية.[2]
2. إقامة دورات تدريبية تخصصية للرفع من كفاءة العاملين في المؤسسات والشركات.[2]
3. تقديم الاستشارات الفنية للجهات العامة والخاصة.[2]

## أقسام المعهد
يوجد بالمعهد عدة أقسام علمية وهي:
- قسم الحاسوب.
- قسم المهن الكهربائية والإلكترونية.
- قسم البناء والتشييد.

كما يضم المعهد 5 معامل للحاسوب ومعمل للكهرباء ومعمل للمساحة وورشة للقوى الكهربائية. يوجد بالمعهد أقسام داخلية للطالبات والطلبة
الدراسة بالمعهد ستة فصول دراسية ويتبع المعهد نظام الفصل الدراسي المغلق ويشترط لقبول الطالب بالدراسة بالمعهد أن يكون حاصلا على شهادة الثانوية التخصصية الهندسية أو العلوم الأساسية كما يجوز قبول الطلاب المتفوقين من حملة الشهادة الثانوية الفنية
(خرجي المعاهد الفنية المتوسطة).
كما أن المعهد يسعى لفتح أقسام جديدة به، ومعامل وورش خاصة بهذه الأقسام لفتح المجال وإتاحة الفرص للطلبة الراغبين في هذه التخصصات لتسهيل حصولهم على العلم والمعرفة التي يرغبون بها.